# Droga do Nhill
Droga do Nhill (ang. Road to Nhill) – australijski film komediowy z 1997 roku w reżyserii Sue Brooks. Wyprodukowana przez australijską wytwórnię Gecko Films Pty. Ltd. i Ronin Films.
Premiera filmu miała miejsce 13 listopada 1997 roku w Australii.

## Opis fabuły
Akcja filmu rozgrywa się w małym, zagubionym wśród pustkowi miasteczku. Pewnego popołudnia senną atmosferę miasteczka przerywa niespodziewana wiadomość: na zakręcie drogi jadące samochodem na zawody cztery członkinie miejscowego klubu kręglarskiego uległy wypadkowi.

## Obsada
Źródło: Filmweb
- Peter Aanensen jako Mac
- Bill Young jako Brian
- Kerry Walker jako Alison
- Tony Barry jako Jim
- Phillip Adams jako Bóg (głos)
- Bill Hunter jako Bob

## Nagrody i nominacje
Źródło: The Internet Movie Database
| Rok  | Nagroda                   | Kategoria                       | Odbiorcy i nominowani | Wynik     |
| ---- | ------------------------- | ------------------------------- | --------------------- | --------- |
| 1997 | Australian Film Institute | Najlepszy scenariusz oryginalny | Alison Tilson         | Nominacja |
| 1997 | Australian Film Institute | Najlepsza muzyka oryginalna     | Elizabeth Drake       | Nominacja |